# 2001-es UNCAF-nemzetek kupája (keretek)
Ebben a listában találhatóak a 2001-es UNCAF-nemzetek kupája keretei.

## A csoport

### Salvador
Szövetségi kapitány:  Carlos Humberto Recinos
| Szám | Poszt | Név                      | Születési dátum (Kor) | Vál. | Klub                  |
| ---- | ----- | ------------------------ | --------------------- | ---- | --------------------- |
| 22   | K     | Juan José Gomez          |                       |      | C.D. Águila           |
| 25   | K     | Miguel Montes            |                       |      | AD El Transito        |
| 2    | V     | William Osorio           |                       |      | Club Deportivo FAS    |
| 17   | V     | Jorge Humberto Rodríguez |                       |      | Dallas Burn           |
| 6    | V     | Jaime Bladimir Cubias    |                       |      | C.D. Luis Angel Firpo |
| 5    | V     | Víctor Velasquez         |                       |      | C.D. Dragon           |
| 19   | V     | Elmer Martínez           |                       |      | CD Municipal Limeño   |
| 4    | V     | Marvín Benítez           |                       |      | CD Municipal Limeño   |
| 13   | V     | Denis Umanzor            |                       |      | CD Municipal Limeño   |
| 20   | KP    | Guillermo García         |                       |      | C.D. Luis Angel Firpo |
| 15   | KP    | Rafael Barrientos        |                       |      | C.D. Luis Angel Firpo |
| 5    | KP    | Héctor Aaron Canjura     |                       |      | C.D. Luis Angel Firpo |
|      | V     | René Galan               |                       |      | CD Municipal Limeño   |
| 14   | CS    | Rudy Corrales            | 1979. november 6.     |      | CD Municipal Limeño   |
| 8    | CS    | Santos Cabrera           |                       |      | C.D. Luis Angel Firpo |
| 18   | CS    | Fredy Gonzalez Vichez    |                       |      | C.D. Luis Angel Firpo |
|      | CS    | Josué Galdamez           |                       |      | CD Municipal Limeño   |
|      | CS    | Diego Mejia              |                       |      | Alianza F.C.          |
|      | CS    | Francisco Ramírez        |                       |      | Club Deportivo FAS    |

### Honduras
Szövetségi kapitány:  Ramón Maradiaga
| Szám | Poszt | Név                 | Születési dátum (Kor) | Vál. | Klub                    |
| ---- | ----- | ------------------- | --------------------- | ---- | ----------------------- |
| 1    | K     | Junior Morales      | 1978. március 4.      |      | Real C.D. España        |
| 2    | V     | Iván Guerrero       | 1977. november 30.    |      | Coventry City           |
| 3    | V     | Rony Morales        | 1978. június 8.       |      | Club Deportivo Platense |
| 4    | V     | Júnior Izaguirre    | 1979. augusztus 12.   |      | Club Deportivo Motagua  |
| 5    | V     | José Luis Lopez     | 1973. március 13.     |      | Real C.D. España        |
| 6    | V     | Mauricio Sabillón   | 1978. november 11.    |      | Club Deportivo Marathón |
| 7    | CS    | Marlon Hernández    | 1972. június 25.      |      | Club Deportivo Olimpia  |
| 8    | V     | Jaime Rosales       | 1978. június 8.       |      | Club Deportivo Motagua  |
| 9    | CS    | Carlos Pavón        | 1973. október 9.      |      | Monarcas Morelia        |
| 10   | KP    | Edgar Álvarez       | 1980. január 18.      |      | Club Deportivo Platense |
| 11   | CS    | Milton Núñez        | 1972. november 30.    |      | Sunderland FC           |
| 12   | K     | Hugo Caballero      | 1974. november 14.    |      | Club Deportivo Motagua  |
| 15   | KP    | Ricky García        | 1971. július 27.      |      | Club Deportivo Victoria |
| 16   | KP    | Marco Antonio Mejia | 1975. március 26.     |      | Club Deportivo Platense |
| 17   | CS    | Narciso Fernandez   | 1978. november 5.     |      | Club Deportivo Marathón |
| 18   | CS    | Jairo Martínez      | 1979. május 14.       |      | Coventry City           |
| 19   | V     | Danilo Turcios      | 1978. május 8.        |      | Universidad NAH         |
| 20   | KP    | Amado Guevara       | 1976. május 2.        |      | Toros Neza              |
| 22   | CS    | Juan Manuel Cárcamo | 1974. május 22.       |      | SV Wüstenrot Salzburg   |
| 24   | KP    | Julio César Leon    |                       |      | Club Deportivo Olimpia  |
| 25   | V     | Héctor Gutierrez    |                       |      | Real C.D. España        |

### Nicaragua
Szövetségi kapitány:  Mauricio Cruz
| Szám | Poszt | Név                 | Születési dátum (Kor) | Vál. | Klub                      |
| ---- | ----- | ------------------- | --------------------- | ---- | ------------------------- |
|      | K     | Carlos Mendieta     |                       |      | Diriangén FC              |
|      | K     | Ricardo Sujo        |                       |      | Parmalat                  |
|      | V     | Carlos Alonso       |                       |      | Parmalat                  |
|      | V     | David Solórzano     |                       |      | Diriangén FC              |
|      | V     | Elmer Bayadares     |                       |      | Deportivo Walter Ferretti |
|      | V     | Jesús Solórzano     |                       |      | Diriangén FC              |
|      | V     | Winston Santos      |                       |      |                           |
|      | V     | Jaime Ruíz          |                       |      | Deportivo Jalapa          |
|      | KP    | José Maria Bermúdez |                       |      | Diriangén FC              |
|      | KP    | Mario Morales       |                       |      | Real Madriz               |
|      | KP    | Emilio Palacios     |                       |      | Diriangén FC              |
|      | KP    | Sergio Molina       |                       |      | Diriangén FC              |
|      | V     | Clarence Martínez   |                       |      | Deportivo Walter Ferretti |
|      | KP    | Hamilton West       |                       |      | Guanacaste                |
|      | KP    | Samuel Wilson       |                       |      | Chinandega                |
|      | KP    | Ramon Castellán     |                       |      | Chinandega                |
|      | CS    | Carlos Novoa        |                       |      | Diriangén FC              |
|      | CS    | Rudel Calero        |                       |      | Deportivo Bluefields      |
|      | CS    | Wilber Sánchez      |                       |      | Barrio Cuba Inter         |
|      | CS    | Víctor Webster      |                       |      | AD Limonense              |

### Panama
Szövetségi kapitány:  Mihai Stoichiţă
| Szám | Poszt | Név                  | Születési dátum (Kor) | Vál. | Klub                    |
| ---- | ----- | -------------------- | --------------------- | ---- | ----------------------- |
|      | K     | Ricardo James        | 1966. május 7.        |      | Club Deportivo Platense |
|      | K     | Ronaldo González     |                       |      | Club Deportivo Olimpia  |
|      | V     | Clovis Vergara       |                       |      | Sporting '89            |
|      | V     | Marío Mendez         |                       |      | Tauro F.C.              |
|      | V     | Gilberto Walter      |                       |      | Panamá Viejo F.C.       |
|      | V     | Ubaldo Guardia       |                       |      | Tauro F.C.              |
|      | V     | Felipe Baloy         | 1981. február 24.     |      | Envigado Fútbol Club    |
|      | V     | Roberto Correa       |                       |      | San Francisco FC        |
|      | V     | José Anthony Torres  |                       |      | Club Deportivo Platense |
|      | KP    | Juan Carlos Cubillas |                       |      | Tauro F.C.              |
|      | KP    | Ángel Luís Rodríguez |                       |      | Tauro F.C.              |
|      | KP    | Alberto Blanco       | 1978. január 8.       |      | San Francisco F.C.      |
|      | V     | Blas Pérez           | 1981. március 13.     |      | CD Árabe Unido          |
|      | CS    | Luis Parra           |                       |      | Tauro FC                |
|      | CS    | Neftali Diaz         |                       |      | Atlético Nacional       |
|      | CS    | Roberto Brown        | 1977. július 15.      |      | Sporting '89            |
|      | CS    | Anel Canales         |                       |      | Panamá Viejo F.C.       |
|      | CS    | Julio Dely Valdes    | 1967. március 12.     |      | Málaga CF               |

## B csoport

### Belize
Szövetségi kapitány:  Leroy Sherrier Lewis
| Szám | Poszt | Név                | Születési dátum (Kor) | Vál. | Klub                      |
| ---- | ----- | ------------------ | --------------------- | ---- | ------------------------- |
| 1    | K     | Shane Moody-Orio   |                       |      | Builders Hardware Bandits |
| 2    | V     | Nelson Moss        |                       |      | Griga United              |
| 3    | V     | Vallan Symms       |                       |      | Acros Bombers SC          |
| 4    | V     | Orland Lyons       |                       |      | Acros Bombers SC          |
| 5    | V     | René Rodríguez     |                       |      | Sagitun                   |
| 6    | V     | Aaron Nolberto     |                       |      | Griga United              |
| 7    | KP    | Mark Leslie        |                       |      | Kulture Yabra FC          |
| 8    | V     | Wílmer García      |                       |      | Sagitun                   |
| 9    | CS    | Norman Nuñez       |                       |      | Kulture Yabra FC          |
| 10   | KP    | Raul Celiz         |                       |      | Sagitun                   |
| 11   | V     | Jermaine Zuñiga    |                       |      | Acros Bombers SC          |
| 12   | CS    | Dion Fraser        |                       |      | Builders Hardware Bandits |
| 13   | KP    | Merlin Teck        |                       |      | Metro Stars               |
| 14   | V     | Edmund Thomas      |                       |      | Juventus FC               |
| 15   | V     | Orlando Reid       |                       |      | Metro Stars               |
| 16   | CS    | Silvian Lyons      |                       |      | Acros Bombers FC          |
| 17   | V     | Kevin Pelayo       |                       |      | Metro Stars               |
| 18   | K     | Charlie Slusher    |                       |      | Kulture Yabra FC          |
| 19   | KP    | Edon Rowley        |                       |      | Kulture Yabra FC          |
| 20   | K     | Giovanni Rodríguez |                       |      | Metro Stars               |

### Costa Rica
Szövetségi kapitány:  Alexandre Guimarães
| Szám | Poszt | Név                | Születési dátum (Kor) | Vál. | Klub                   |
| ---- | ----- | ------------------ | --------------------- | ---- | ---------------------- |
| 1    | K     | Erick Lonnis       | 1965. szeptember 9.   |      | Deportivo Saprissa     |
| 2    | V     | Pablo Chinchilla   | 1978. december 21.    |      | LD Alajuelense         |
| 3    | V     | Luis Marín         | 1974. augusztus 10.   |      | LD Alajuelense         |
| 4    | V     | Alexander Madrigal | 1972. május 6.        |      | CF La Piedad           |
| 5    | KP    | Cristian Oviedo    | 1978. augusztus 25.   |      | Club Sport Herediano   |
| 6    | V     | Robert Arias       | 1980. március 18.     |      | Club Sport Herediano   |
| 7    | CS    | Rolando Fonseca    | 1974. június 6.       |      | Deportivo Saprissa     |
| 8    | KP    | Mauricio Solís     | 1972. december 13.    |      | LD Alajuelense         |
| 9    | CS    | Mínor Díaz         | 1980. december 26.    |      | Club Sport Herediano   |
| 10   | CS    | Jafet Soto         | 1976. április 11.     |      | Tecos UAG              |
| 12   | V     | Alexander Castro   | 1979. január 1.       |      | LD Alajuelense         |
| 13   | KP    | Andrés Núñez       | 1976. július 27.      |      | Deportivo Saprissa     |
| 14   | CS    | Luís Martínez      | 1976. március 23.     |      | AD San Carlos          |
| 15   | KP    | Walter Centeno     | 1974. november 6.     |      | Deportivo Saprissa     |
| 16   | KP    | José Brenes        | 1979. március 18.     |      | C.S. Cartaginés        |
| 17   | V     | Austin Berry       | 1971. április 5.      |      | Club Sport Herediano   |
| 18   | K     | Lester Morgan      | 1976. május 2.        |      | Club Sport Herediano   |
| 20   | CS    | William Sunsing    | 1977. május 12.       |      | New England Revolution |
| 21   | KP    | Wilbert Castro     | 1979. február 1.      |      | AD San Carlos          |
| 23   | K     | Ricardo González   | 1974. március 6.      |      | LD Alajuelense         |

### Guatemala
Szövetségi kapitány:  Julio César Cortes
| Szám | Poszt | Név               | Születési dátum (Kor) | Vál. | Klub             |
| ---- | ----- | ----------------- | --------------------- | ---- | ---------------- |
| 1    | K     | Danny Ortiz       | 1976. július 26.      |      | Deportivo Carchá |
| 2    | V     | Denis Chen        |                       |      | Cobán Imperial   |
| 3    | V     | Erick Miranda     |                       |      | Comunicaciones   |
| 4    | V     | Luis Swisher      |                       |      | Aurora FC        |
| 5    | V     | Gustavo Cabrera   | 1979. december 13.    |      | Comunicaciones   |
| 6    | KP    | Alvaro Jiménez    |                       |      | Comunicaciones   |
| 7    | KP    | Claudio Albizuris |                       |      | CSD Municipal    |
| 8    | KP    | Claudio Rojas     |                       |      | Comunicaciones   |
| 9    | CS    | Mario Acevedo     |                       |      | CSD Municipal    |
| 10   | CS    | Freddy García     |                       |      | Comunicaciones   |
| 11   | KP    | Cristian Flores   |                       |      | Escuintla        |
| 12   | KP    | Daniel Pedroza    |                       |      | SL Cotzumalguapa |
| 14   | KP    | César Trujillo    |                       |      | Club Xelajú MC   |
| 16   | V     | Israel Donis      |                       |      | CSD Municipal    |
| 17   | CS    | Dwight Pezzarossi | 1979. szeptember 4.   |      | CD Palestino     |
| 18   | CS    | Walter Estrada    |                       |      | CSD Municipal    |
| 19   | V     | Uwaldo Pérez      |                       |      | CSD Municipal    |
| 20   | K     | Walter Hurtarte   |                       |      | CSD Municipal    |